# Tony Bin
Tony Bin (1983-2000) est un cheval de course pur-sang italien, lauréat du Prix de l'Arc de Triomphe en 1988. 

## Carrière de course
Né en Irlande, Tony Bin possède un pedigree sans lustre, qui lui vaut de rejoindre l'Italie alors qu'il est yearling pour la modique somme de 3 000 guinées. Son nouveau propriétaire, Luciano Gaucci, est un homme d'affaires qui se fera par ses excentricités un nom dans le football, possédant plusieurs clubs (dont celui de Pérouse, où il se signalera en 2002 en licenciant le joueur coréen Ahn Jung-hwan, coupable à ses yeux d'avoir éliminé l'Italie lors du Mondial), et qui terminera sa vie en fuite pour banqueroute. Tony Bin n'est pas destiné à la lumière : il doit servir de lièvre à un poulain acheté à prix d'or (400 000 guinées), mais son entraîneur Luigi Camici lui trouve davantage de qualité qu'à la vedette de l'écurie (dont on n'a même pas retenu le nom), et il le prouve en remportant brillamment son maiden à 2 ans, puis une Listed qui lui ouvre les portes du Gran Criterium, le rendez-vous des meilleurs juveniles italiens : il s'y classe troisième. L'année suivante, Tony Bin ambitionne de conquérir le Derby Italien, mais échoue au pied du podium, mais monte sur les podiums du Gran Premio d'Italia et du Gran Premio del Jockey Club.
C'est vraiment à 4 ans que Tony Bin donne sa pleine mesure. Son doublé dans le Premio Presidente della Repubblica et le Gran Premio di Milano lui ouvre les portes d'une carrière internationale, qui commence bien à Saint-Cloud, où il prend la deuxième place du Grand Prix, et se poursuit plus difficilement en Angleterre, où il ne peut faire mieux que cinquième des King George de Reference Point. Mais après avoir renoué à domicile avec la victoire dans une Listed, il s'octroie l'accessit d'honneur du Prix de l'Arc de Triomphe derrière le 3 ans français Trempolino, prouvant par là qu'il fait bien partie des meilleurs chevaux d'âge du vieux continent. À 5 ans, Tony Bin continue son règne de l'autre côté des Alpes, avec un nouveau doublé Premio Presidente della Repubblica / Gran Premio di Milano. Sa nouvelle tentative dans les King George est convaincante, avec à la clé une troisième place derrière Mtoto, le meilleur cheval d'âge anglais, et favori du prochain Arc. Comme l'année passée, le pensionnaire de Luigi Camici se prépare à la maison en remportant un groupe 3 une semaine seulement avant sa nouvelle tentative dans l'Arc. Cette fois c'est la bonne : Tony Bin prend sa revanche sur Mtoto et s'adjuge le titre suprême qui lui vaudra en fin de saison d'être classé meilleur mâle d'âge de l'année en Europe, à égalité avec Mtoto, une livre derrière la championne Miesque, tandis que Timeform, en lui décernant un 134, fait de lui le meilleur cheval d'âge européen, toujours à égalité avec Mtoto, mais cette fois une livre devant Miesque. Après ce triomphe, le cheval revient au pays : il a tout à y perdre et y perd en effet, ne pouvant battre le dénommé Roakarad à l'arrivée du Gran Premio del Jockey Club (tout en devançant celui qui était appelé à lui succéder au palmarès de l'Arc, l'Anglais Carroll House). Mais les adieux de Tony Bin auront lieu loin de la péninsule italienne, puisqu'il participe à la Japan Cup, la grande course japonaise, sans pouvoir accrocher mieux qu'une cinquième place dans une course remportée par l'Américain Pay The Butler. 

### Résumé de carrière
| Date         | Hippodrome  | Pays        | Course                             | Statut      | Distance    | Jockey        | Place       | Écart       | Vainqueur ou deuxième |
| 1985, 2 ans  | 1985, 2 ans | 1985, 2 ans | 1985, 2 ans                        | 1985, 2 ans | 1985, 2 ans | 1985, 2 ans   | 1985, 2 ans | 1985, 2 ans | 1985, 2 ans           |
| ------------ | ----------- | ----------- | ---------------------------------- | ----------- | ----------- | ------------- | ----------- | ----------- | --------------------- |
| 15 septembre | Capanelle   | Italie      | Premio Corsica                     | Maiden      | 1 600 m     | L. Ficuciello | 1er / 12    | 4           | Amp                   |
| 29 septembre | Capanelle   | Italie      | Premio Rumon                       | Listed      | 1 600 m     | L. Ficuciello | 1er / 11    | enc.        | Max d'Or              |
| 15 octobre   | San Siro    | Italie      | Gran Criterium                     | Gr. 1       | 1 600 m     | L. Ficuciello | 3e / 10     | 3/4         | Tanque Verde          |
| 10 novembre  | Capanelle   | Italie      | Premio Tevere                      | Gr. 2       | 1 600 m     | H. Samani     | 3e / 10     | 7           | Bestebreuje           |
| 1986, 3 ans  |             |             |                                    |             |             |               |             |             |                       |
| 6 avril      | Capanelle   | Italie      | Premio Lipa                        |             | 2 400 m     | S. Cauthen    | 1er / 6     | 1 ½         | Caro Bold             |
| 11 mai       | San Siro    | Italie      | Derby Italien                      | Gr. 1       | 2 400 m     | L. Ficuciello | 4e / 18     | 3           | Tommy Way             |
| 7 septembre  | Capanelle   | Italie      | Premio Villa Borghese              | Listed      | 2 400 m     | M. Depalmas   | 1er / 5     | 3 ½         | Young Best            |
| 21 septembre | Capanelle   | Italie      | Gran Premio d'Italia               | Gr. 1       | 2 400 m     | W. Swinburn   | 3e / 4      | 1/2         | El Cuite              |
| 19 octobre   | San Siro    | Italie      | Gran Premio del Jockey Club        | Gr. 1       | 2 400 m     | M. Depalmas   | 2e / 9      | 2           | Antheus               |
| 1987, 4 ans  |             |             |                                    |             |             |               |             |             |                       |
| 1er mai      | Capanelle   | Italie      | Premio Sarnano                     |             | 2 400 m     | M. Jerôme     | 1er / 4     | 7           | Torbella              |
| 9 mai        | Capanelle   | Italie      | Premio Ellington                   | Gr. 3       | 2 400 m     | M. Jerôme     | 1er / 4     | nez         | Duca di Busted        |
| 14 mai       | Capanelle   | Italie      | Premio Presidente della Repubblica | Gr. 1       | 2 000 m     | M. Jerôme     | 1er / 11    | 2           | Duca di Busted        |
| 7 juin       | San Siro    | Italie      | Gran Premio di Milano              | Gr. 1       | 2 400 m     | M. Jerôme     | 1er / 9     | 3           | Our Eliaso            |
| 5 juillet    | Saint-Cloud | France      | Grand Prix de Saint-Cloud          | Gr. 1       | 2 400 m     | M. Jerôme     | 2e / 6      | 1 ½         | Moon Madness          |
| 25 juillet   | Ascot       | Royaume-Uni | King George & Queen Elizabeth St.  | Gr. 1       | 2 400 m     | M. Jerôme     | 5e / 9      | 8 ½         | Reference Point       |
| 13 septembre | San Siro    | Italie      | Premio Bellotta                    | Listed      | 2 400 m     | M. Jerôme     | 1er / 6     | 6           | Golden Boy            |
| 4 octobre    | Longchamp   | France      | Prix de l'Arc de Triomphe          | Gr. 1       | 2 400 m     | C. Asmussen   | 2e / 11     | 2           | Trempolino            |
| 18 octobre   | San Siro    | Italie      | Gran Premio del Jockey Club        | Gr. 1       | 2 400 m     | C. Asmussen   | 1er / 10    | 4 ½         | Lady Bentley          |
| 18 novembre  | Capanelle   | Italie      | Premio Roma                        | Gr. 1       | 2 800 m     | C. Asmussen   | 2e / 7      | 1/2         | Orban                 |
| 1988, 5 ans  |             |             |                                    |             |             |               |             |             |                       |
| 25 avril     | Capanelle   | Italie      | Premio del Esercito                |             | 1 800 m     | P. Eddery     | 1er / 4     | 10          | Phyleor               |
| 15 mai       | Capanelle   | Italie      | Premio Presidente della Repubblica | Gr. 1       | 2 000 m     | P. Eddery     | 1er / 10    | 3 ½         | Fill My Hopes         |
| 19 juin      | San Siro    | Italie      | Gran Premio di Milano              | Gr. 1       | 2 400 m     | P. Eddery     | 1er / 8     | 1 ½         | Tisserand             |
| 25 juillet   | Ascot       | Royaume-Uni | King George & Queen Elizabeth St.  | Gr. 1       | 2 400 m     | P. Eddery     | 3e / 10     | 3 ½         | Mtoto                 |
| 25 septembre | San Siro    | Italie      | Premio Federico Tesio              | Gr. 3       | 2 200 m     | J. A. Reid    | 1er / 4     | 4 ½         | Jung                  |
| 2 octobre    | Longchamp   | France      | Prix de l'Arc de Triomphe          | Gr. 1       | 2 400 m     | J. A. Reid    | 1er / 24    | enc.        | Mtoto                 |
| 16 octobre   | San Siro    | Italie      | Gran Premio del Jockey Club        | Gr. 1       | 2 400 m     | G. Dettori    | 2e / 5      | 1           | Roakarad              |
| 27 novembre  | Fuchu       | Japon       | Japan Cup                          | Gr. 1       | 2 400 m     | J. A. Reid    | 5e / 14     | 2 ¾         | Pay The Butler        |

## Au haras
À l'issue de la Japan Cup, la famille Yoshida débourse 4 millions de dollars pour installer Tony Bin comme étalon à Shadai Farm. L'enthousiasme de la famille Yoshida pour Tony Bin n'est pas vraiment partagé par les éleveurs japonais, méfiants vis à vis de son peu reluisant pedigree. Mais l'étalon finira par leur donner tort, et s'avérer l'un des meilleurs reproducteurs du pays, comme le prouve son titre de tête de liste des étalons en 1994. Il revendique deux champions élus cheval de l'année, la jument Air Groove, lauréate du Tenno Sho et du Yushun Himba, placée de la Japan Cup et de l'Arima Kinen, et le mâle Jungle Pocket, vainqueur du Derby et de la Japan Cup. On lui doit aussi les classiques Vega (Oka Sho, Yushun Himba) et Winning Ticket (Tokyo Yushun), ou encore les excellents North Flight (Yasuda Kinen, Mile Championship) et Telegnosis (NHK Mile Cup). Tony Bin s'est aussi signalé comme père de mère, notamment grâce à Air Groove, poulinière d'exception dont l'un des yearlings fut adjugé pour 4,5 millions de dollars, et qui a donné deux vainqueurs de la Queen Elizabeth II Cup à Hong Kong, Admire Groove (mère à son tour du champion Duramente) et Rulership. Il est aussi le père de mère de Heart's Cry, seul vainqueur au Japon de Deep Impact (dans l'Arima Kinen) et devenu à son tour un grand étalon.   
Tony Bin s'éteint en 2000, à 17 ans, victime d'une crise cardiaque.   

## Origines
Bien que descendant du grand Nearco aussi bien en ligne paternelle que maternelle (via Nasrullah), Tony Bin est un champion d'extraction modeste. Son père, Kampala, ne put performer, au mieux, qu'au niveau groupe 2 avant de devenir un véritable étalon globe-trotter, de l'Irlande à la Nouvelle-Zélande, de l'Australie au Japon. La mère, Seven Bridge, remporta un petit maiden à Wolverhampton et n'eut pas d'autre produit remarquable. 

### Pedigree
| Origines de Tony Bin (IRE), mâle bai né en 1983 | Origines de Tony Bin (IRE), mâle bai né en 1983 | Origines de Tony Bin (IRE), mâle bai né en 1983 | Origines de Tony Bin (IRE), mâle bai né en 1983 |
| ----------------------------------------------- | ----------------------------------------------- | ----------------------------------------------- | ----------------------------------------------- |
| Père Kampala 1976                               | Kalamoun 1970                                   | Zeddaan                                         | Grey Sovereign                                  |
| Père Kampala 1976                               | Kalamoun 1970                                   | Zeddaan                                         | Vareta                                          |
| Père Kampala 1976                               | Kalamoun 1970                                   | Khairunissa                                     | Prince Bio                                      |
| Père Kampala 1976                               | Kalamoun 1970                                   | Khairunissa                                     | Palariva                                        |
| Père Kampala 1976                               | State Pension 1967                              | Only for Life                                   | Chanteur                                        |
| Père Kampala 1976                               | State Pension 1967                              | Only for Life                                   | Life Sentence                                   |
| Père Kampala 1976                               | State Pension 1967                              | Lorelei                                         | Prince Chevalier                                |
| Père Kampala 1976                               | State Pension 1967                              | Lorelei                                         | Rock Goddess                                    |
| Mère Severn Bridge 1965                         | Hornbeam 1953                                   | Hyperion                                        | Gainsborough                                    |
| Mère Severn Bridge 1965                         | Hornbeam 1953                                   | Hyperion                                        | Selene                                          |
| Mère Severn Bridge 1965                         | Hornbeam 1953                                   | Thicket                                         | Nasrullah                                       |
| Mère Severn Bridge 1965                         | Hornbeam 1953                                   | Thicket                                         | Artistic                                        |
| Mère Severn Bridge 1965                         | Priddy Fair 1956                                | Preciptic                                       | Precipitation                                   |
| Mère Severn Bridge 1965                         | Priddy Fair 1956                                | Preciptic                                       | Artistic                                        |
| Mère Severn Bridge 1965                         | Priddy Fair 1956                                | Campanette                                      | Fair Trial                                      |
| Mère Severn Bridge 1965                         | Priddy Fair 1956                                | Campanette                                      | Calluna (famille 19-b)                          |